# Ernst Klein (Historiker)
Ernst Klein (* 4. Januar 1923 in Gladbeck; † 24. April 2004) war ein deutscher Historiker.

## Leben
Klein studierte nach der Rückkehr aus dem Zweiten Weltkrieg und der Kriegsgefangenschaft Geschichte, Germanistik und Volkswirtschaftslehre an der Martin-Luther-Universität Halle-Wittenberg. 1952 wurde er mit der Untersuchung „Johann Heinrich Gottlob von Justi – ein Beitrag zur Abhängigkeit der cameralistischen Theorie von der staatswirtschaftlichen Praxis“ promoviert und wirkte danach als wissenschaftlicher Aspirant. Seit 1956 war er Oberassistent am Institut für Geschichte bei der Deutschen Akademie der Wissenschaften in Ostberlin. 1958 floh er aus politischen Gründen aus der DDR nach Hamburg. Ab 1959 arbeitete er als Assistent bei Günther Franz am Institut für Agrargeschichte an der Universität Stuttgart-Hohenheim und habilitierte sich dort 1963 für Wirtschafts- und Sozialgeschichte mit der Studie „Von der Reform zur Restauration. Finanzpolitik und Reformgesetzgebung des preußischen Staatskanzlers Karl August von Hardenberg“. Als Nachfolger von Edith Ennen hatte er von 1968 bis zu seiner Emeritierung 1988 den Lehrstuhl für Wirtschafts- und Sozialgeschichte an der Universität des Saarlandes inne.

## Schriften (Auswahl)
- Geschichte der deutschen Landwirtschaft, Stuttgart 1969.
- Die englischen Wirtschaftstheoretiker des 17. Jahrhunderts, Wissenschaftliche Buchgesellschaft, Darmstadt 1973, ISBN 3-534-05512-8.
- Geschichte der öffentlichen Finanzen in Deutschland 1500 bis 1870, Steiner, Wiesbaden 1974, ISBN 3-515-01880-8.
- Deutsche Bankengeschichte. Bd. 1: Von den Anfängen bis zum Ende des Alten Reiches, Frankfurt am Main 1982.
- Die Geschichte der saarländischen Steinkohlengrube Sulzbach-Altenwald (1841–1932), Saarbrücken 1987.